# Луций Корнелий Лентул (претор)
Луций Корнелий Лентул (лат. Lucius Cornelius Lentulus) — римский политический деятель второй половины II века до н. э.
Луций происходил из знатного рода Корнелиев Лентулов. Он известен прежде всего как принесший известие в Рим о победе в битве при Пидне, где римляне нанесли сокрушительное поражение македонянам и, таким образом, наконец, получили господство над Грецией. Его, вероятно, можно идентифицировать с претором 140 года до н. э., который носил такое же имя. Также некоторые считают, что он был в 130 году до н. э. консулом.